# Croton helichrysum
Espèce
Croton helichrysum est une espèce de plantes à fleurs du genre Croton et de la famille des Euphorbiaceae, présente au Brésil (Rio Grande do Sul).
Il a pour synonyme :
- Croton helichrysoideus, St.-Lag.
- Oxydectes helichrysum, (Baill.) Kuntze